# ZZ-Verfahren
Das ZZ-Verfahren (QGX) war ein bodengestütztes, mit Hilfe von Funkpeilung durchgeführtes Schlechtwetter-Landeverfahren im Deutschen Reich in den 1930er Jahren bis zum Ende des Zweiten Weltkriegs. Es wurde eingesetzt, wenn das einfachere Durchstoßverfahren (QGH) nicht möglich war, weil es die Wetterlage nicht erlaubte, z. B. bei einer Wolkendecke, die niedriger als 60 bis 80 Meter über dem Boden lag, oder weil der Durchstoß wegen landschaftlicher oder baulicher Hindernisse mit großer Höhe in Flughafennähe zu gefährlich war. Es erforderte große Konzentration der Bord- und Bodenbesatzung und einen hohen Zeitaufwand. Schon bald nach Einführung wurde es durch Landefunkfeuer bzw. Leitstrahlsystem erweitert.

## Geschichte
Ende der 1920er Jahre entwickelt, wurde das Verfahren ab 1931 von der Deutschen Luft Hansa erprobt und kurz darauf zugelassen. Es kam zuerst 1933 auf der Nachtflugroute zwischen Berlin-Tempelhof und Königsberg (Flughafen Devau) zum Einsatz und wurde noch im gleichen Jahr auch in der Schweiz genutzt. Das Verfahren eignete sich aufgrund mangelnder Genauigkeit nur für relativ langsame Flugzeuge und Flugplätze mit einer breiten Start- und Landebahn.
Schon ab 1933 kamen UKW-Landefunkfeuer mit Leitstrahl als Weiterentwicklung des Verfahrens zum Einsatz, wie vor allem die Lorenzbake, benannt nach der Firma C. Lorenz AG in Berlin, die entscheidenden Anteil an der Entwicklung des ZZ-Verfahrens und daraus später abgeleiteter Verfahren hatte. Der die Abteilung Radionavigation des Unternehmens leitende Ingenieur Ernst Ludwig Kramar schlug schon sehr früh eine Automatisierung vor. Das Verfahren unter Einsatz des „Ultrakurzwellen-Landefunkfeuers“ (LFF), wie der Name der Lorenzbake offiziell lautete, wurde dann als „Lorenz ZZ-Verfahren“ oder „Lorenz-Landeverfahren“ bekannt und auf zahlreichen Flughäfen weltweit installiert. Zum Weltstandard entwickelte sich nach Ende des Zweiten Weltkriegs das Instrumentenlandesystem (ILS), das auf den schon beim Lorenz-System entwickelten Grundlagen aufgebaut ist.

## Verfahrensablauf
Das Verfahren setzte voraus, dass an allen teilnehmenden Flughäfen Anflugsektoren eingerichtet waren, innerhalb welcher sich keine Hindernisse befanden, wie hohe Türme oder Schornsteine. Eine Peilstelle befand sich auf der Anfluggrundlinie in gedachter Verlängerung der Landebahn. Außerdem waren Mindestanflughöhen fest vorgegeben (MSA - Minimum Safe Altitude, bzw. DH - Decision Height).
Das Flugzeug erhielt zunächst die Daten des Flughafens mitgeteilt, wie vor allem die Bodenluftdruckmeldung zur Korrektur des Höhenmessers und flog durch Peilungen angeleitet zunächst über den Flughafen hinweg. Sobald für das Personal der Bodenstation am Geräusch der Flugzeugmotoren erkennbar war, dass gerade der Überflug stattfand, sendeten sie in Morsezeichen die Luftfahrt-Abkürzung QFG „Sie sind über meiner Station“ an den Funker im Flugzeug. Nach Eingang dieses Zeichens musste sich der Pilot mit seiner Maschine in der von der Peilstelle angegebenen Richtung wieder vom Flughafen entfernen, um sich nach einer Kurve von 180 Grad auf Gegenkurs so nah wie möglich der vorgesehenen Anfluggrundlinie des Flughafens anzunähern. Der Vorgang war in Abhängigkeit von den Windverhältnissen vom Piloten so einzurichten, dass er einen langsamen Sinkflug zurück zum Flughafen in einer Flugzeit von sieben Minuten absolvieren konnte. Beim Wegflug korrigierte die Peilstelle die Flugrichtung durch Senden von QTE für rechtweisende Peilung oder QDM für missweisende Peilung. Da eine 180°-Kurve das Flugzeug um etwa 8 Grad versetzte, wurden der Richtungsvorgabe beim Wegflug bereits 8 Grad addiert oder abgezogen, je nachdem ob eine Links- oder Rechtskurve geflogen werden sollte. Nach Beendigung der Kurve meldete das Flugzeug seine Höhe mit dem Kode QAH und holte eine weitere Zielpeilung ein. Danach sendete es für etwa 20 Sekunden selbst Peilzeichen. Die von der Peilstelle ermittelten Werte wurden dem Flugzeug gemeldet und der Vorgang minütlich wiederholt. In der letzten Minute sendete das Flugzeug keine Peilzeichen mehr, sondern wartete auf ein Vorsignal wie beim Durchstoßverfahren. Der Peilflugleiter am Boden ermittelte die Himmelsrichtung der ankommenden Motorgeräusche und ließ dann den zugehörigen Morsecode senden.
| Signale zum Anflug               | Signale zum Anflug                |
| -------------------------------- | --------------------------------- |
| MN - Motorgeräusch im Norden     | MS - Motorgeräusch im Süden       |
| MNE - Motorgeräusch im Nordosten | MSW - Motorgeräusch im Südwesten  |
| ME - Motorgeräusch im Osten      | MW - Motorgeräusch im Westen      |
| MSE - Motorgeräusch im Südosten  | MNW - Motorgeräusch im Nordwesten |

Erreichte das Flugzeug die Flughafengrenze und das Bodenpersonal war der Ansicht, alle Bedingungen für eine sichere Landung seien erfüllt, so sendete die Peilstelle das Hauptsignal ZZ. Zwischen beiden Buchstaben wurde der letzte Buchstabe des Kennzeichens der Bodenpeilstelle eingefügt, für Berlin ergab sich ZXZ. Daraufhin sank das Flugzeug bis Erreichen der Bodensicht und konnte landen. Bestanden Zweifel, oder war das Flugzeug von der Anfluggrundlinie wieder abgekommen, so wurde es mit JJ („Gas-Gas“) zum Durchstarten aufgefordert und das Verfahren wieder von vorn begonnen. Auch beim Signal zum Durchstarten wurde der letzte Buchstabe des Kennzeichens in der Mitte zugefügt, für Berlin also JXJ.